# Psilocerea olsoufieffae
Psilocerea olsoufieffae är en fjärilsart som beskrevs av Louis Beethoven Prout 1932. Psilocerea olsoufieffae ingår i släktet Psilocerea och familjen mätare. Inga underarter finns listade.